# 2017년 이란·이라크 지진
2017년 11월 12일 18시 18분 (UTC, 이란 표준시 21시 48분, 아랍 표준시 21시 18분)에 이란과 이라크 국경 부근인 케르만샤주에서 Mw 7.3의 지진이 발생하였다. 진앙은 쿠르드 자치구 할라브자에서 남서쪽으로 30km 정도의 지점이다. 이란과 이라크 전역에서 진동이 느껴졌을 뿐만 아니라, 아랍에미리트, 터키, 이스라엘에서도 흔들림을 느낀 지역이 있었다. 적어도 345명이 사망하고 1500명 이상이 부상당했으며, 사상자는 늘어날 전망이다.

## 같이 보기
- 2017년 지진